# Obiektyw mikroskopu

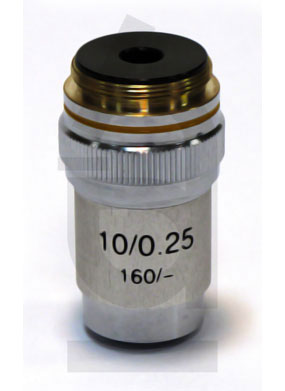
Obiektyw mikroskopowy achromatyczny o powiększeniu 10x i aperturze numerycznej 0.25, do stosowania w mikroskopach z tubusem o długości 160 mm

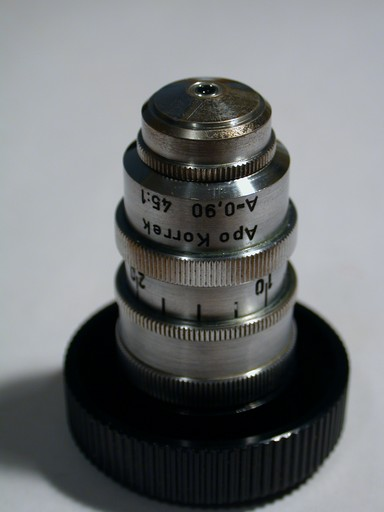
Obiektyw mikroskopowy apochromatyczny o powiększeniu 45:1 i aperturze numerycznej 0.90

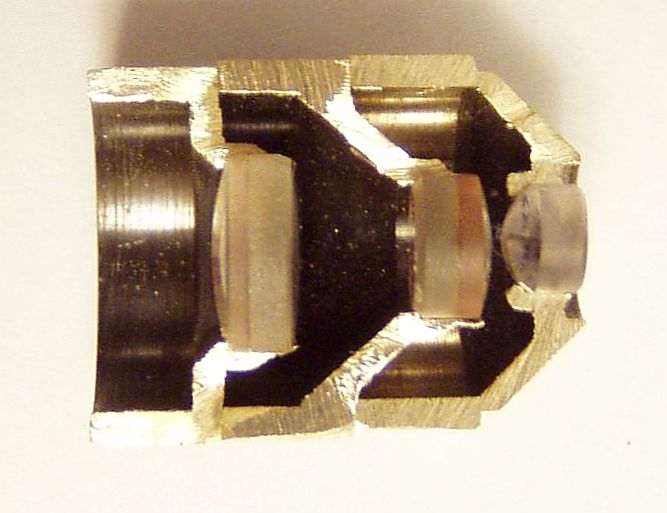
Przekrój obiektywu achromatycznego o 40x powiększeniu i NA 0.65. Widoczne 5 soczewek w 3 grupach – 2 dublety, oraz pojedyncza soczewka czołowa

Imersja 1 – obiektyw mikroskopu; 2 – ciecz imersyjna; 3 – szkiełko nakrywkowe, lub preparat

Obiektyw mikroskopu – obiektyw zbudowany z soczewki czołowej o ogniskowej rzędu kilku milimetrów, oraz zespołu soczewek korygujących wady układów optycznych (im większe powiększenie i lepsza korekcja, tym więcej soczewek) umieszczonych wspólnie współosiowo w metalowym korpusie zakończonym gwintem. Wytwarza on powiększony obraz pośredni we wnętrzu mikroskopu. Często w miejscu powstania tego obrazu wstawia się dodatkową soczewkę zwaną soczewką polową. Obiektyw jest najważniejszą częścią całego mikroskopu i to właśnie od jego jakości zależy obraz końcowy zarejestrowany przez oko ludzkie w okularze (lub na ekranie projekcyjnym), bądź przez matrycę, lub błonę fotograficzną aparatu/kamery.
Liczby na obiektywie oznaczają kolejno: powiększenie, aperturę numeryczną, długość tubusu w milimetrach i (nie zawsze podawaną) rekomendowaną grubość szkiełka nakrywkowego w milimetrach.

## Rodzaje obiektywów
- Achromatyczne – najczęściej stosowane w tanich mikroskopach, skorygowane dla dwóch zakresów długości fal światła. Najczęściej jeśli na oprawie obiektywu nie ma żadnego napisu, to mamy do czynienia z achromatem, czasami stosowny jest skrót achr.
- Semi planachromatyczne (pół planachromat) – mniej dokładna korekcja niż w planachromacie, jednak lepsza niż w achromacie. Skrót Semi-plan.
- Planachromatyczne – podobnie jak achromatyczne, skorygowane dla dwóch zakresów fal, jednak dające płaski obraz. Apertura numeryczna na ogół taka sama jak w achromatach. Skrót na oprawie: Plan.
- Apochromatyczne – drogie obiektywy stosowane w mikroskopach wyższej klasy, skorygowane dla trzech, lub większej ilości długości fal. Dzięki temu zabiegowi możliwe jest uzyskanie większej nawet o kilkadziesiąt procent apertury numerycznej względem achromatu o takim samym powiększeniu. Obiektyw taki charakteryzuje się większą rozdzielczością względem achromatów i planachromatów. Skrót: Apo.
- Planapochromatyczne – podobnie jak apochromatyczne skorygowane dla trzech długości fal, jednak dające płaski obraz. Stosowane w najdroższych mikroskopach. Konstrukcja tych obiektywów wymaga ogromnej precyzji, gdyż nierzadko składają się one z 12-14 (przy większych powiększeniach) soczewek umieszczonych w obudowie które muszą być współosiowe, a odchyłki nie mogą przekraczać 0,001-0,002mm. Skrót: Planapo.

## Obiektywy suche i imersyjne
- Obiektywy suche – są to obiektywy gdzie przestrzeń między soczewką czołową a szkiełkiem nakrywkowym (bądź innym materiałem) jest wypełniona powietrzem. Maksymalna apertura numeryczna NA takiego obiektywu wynosi 1, jednak w praktyce nie przekracza 0.95. Większość obiektywów o powiększeniach 40x i mniejszych są produkowane jako suche (wyjątek stanowią obiektywy specjalnego przeznaczenia).
- Obiektywy imersyjne – są to obiektywy gdzie przestrzeń między soczewką czołową a szkiełkiem nakrywkowym (bądź innym materiałem) jest wypełniona cieczą imersyjną. Dzięki zastosowaniu cieczy o większym współczynniku załamania światła niż powietrze można uzyskać większą aperturę całego obiektywu: NA > 1.

Jako ciecze imersyjne stosowane są najczęściej:
- woda destylowana – jedna z nielicznych ciecz imersyjna „niebrudzących” soczewki czołowej obiektywu, n = 1,333 (przy 20 °C – i dalej dla reszty cieczy), maksymalna wartość apertury uzyskiwanej przez obiektyw NA = 1.20,
- gliceryna – n = 1,472, NA = 1.30,
- olej parafinowy – n = 1,480, Na = 1.33,
- olejek cedrowy – n = 1,515, NA = 1.40,
- anizol – n = 1,516, NA = 1.40,
- α-monobromonaftalen – n = 1,658, Na = 1.53,
- jodek metylenu – n = 1,740, NA = 1.60.

## Zakres powiększeń
Powiększenie jest obok apertury jednym z podstawowych parametrów obiektywu mikroskopowego. To od niego zależy ile szczegółów zdołamy dostrzec w badanej próbce. Dobór powiększeń nie jest całkiem przypadkowy, leczy oparty na tzw. znormalizowanym ciągu powiększeń stosowanym w optyce instrumentalnej.
Część ciągu:
...1 1,25 1,6 2 2,5 3,2 4 5 6,3 8 10 12,5 16 20 25 32 40 50 63 80 100 125...
W praktyce najczęściej stosowane są obiektywy o powiększeniach:
1x, 2,5x, 4x, 5x, 6,3x, 10x, 16x, 20x, 40x, 50x, 63x, 100x, 125x (rzadko) obiektywy do 40x głównie suche, 50x i 63x zarówno jako suche i imersyjne, 100x i 125x wyłącznie jako imersyjne.
Obiektywy mikroskopowe dzielimy na:
- obiektywy o małym powiększeniu ≤ 10x,
- obiektywy o średnim powiększeniu >10x, ale ≤ 40x,
- obiektywy o dużym powiększeniu > 40x.

Wszystkie obiektywy podlegają pewnym prawidłom:
- wraz ze wzrostem powiększenia maleje odległość robocza,
- wraz ze wzrostem powiększenia rośnie NA i rozdzielczość,
- wraz ze wzrostem powiększenia maleje głębia ostrości, oraz ilość wpadającego światła do obiektywu – wynika to głównie z coraz to mniejszej średnicy soczewki czołowej przy zwiększaniu się powiększenia.